# Lee Shaffer
Lee Philip Shafer II (Chicago, Illinois; 23 de febrero de 1939) es un exjugador de baloncesto estadounidense que disputó 3 temporadas en la NBA antes de retirarse prematuramente en 1964. Con 2,00 metros de altura, jugaba en la posición de Alero. En la actualidad es el presidente del consejo de administración de la Kenan Oil Company.

## Trayectoria deportiva

### Universidad
Jugó durante 4 temporadas con los Tar Heels de la Universidad de North Carolina. En 1960, en su último año universitario, fue nombrado Baloncestista del Año de la Atlantic Coast Conference. En el total de su carrera universitaria promedió 14,0 puntos y 8,1 rebotes por partido.

### Profesional
Fue elegido en la quinta posición del Draft de la NBA de 1960 por Syracuse Nationals, donde en su primera temporada fue el segundo máximo anotador de su equipo por detrás únicamente de Hal Greer, al promediar 16,9 puntos por partido. En su segunda temporada sus promedios mejoraron hasta los 18,6 puntos y 6,6 rebotes por partido, lo que le hizo ganarse un puesto en el All Star Game de esa temporada, partido en el que anotó 12 puntos.
En la temporada 1963-64 es traspasado a Philadelphia 76ers, donde su rendimiento baja considerablemente a causa de una lesión que le hace perderse casi media temporada. Al año siguiente fue incluido en uno de los traspasos más sonados de la historia de la NBA, el que llevaría a Wilt Chamberlain a los Sixers a cambio de Connie Dierking, Paul Neumann y  el propio Lee Shaffer, que ya no volvería a pisar un terreno de juego. Está considerado como una de las peores transacciones de la historia de la NBA.
En sus tres temporadas como profesional promedió 16,8 puntos y 6,3 rebotes por partido.

## Estadísticas de su carrera en la NBA

### Temporada regular
| Año     | Equipo       | PJ  | PT | MPP  | %TC  | %3P | %TL  | RPP | APP | ROB | TPP | PPP  |
| ------- | ------------ | --- | -- | ---- | ---- | --- | ---- | --- | --- | --- | --- | ---- |
| 1961–62 | Syracuse     | 75  |    | 27.9 | .436 |     | .771 | 6.8 | 1.3 |     |     | 16.9 |
| 1962-63 | Syracuse     | 80  |    | 29.9 | .429 |     | .784 | 6.6 | 1.2 |     |     | 18.6 |
| 1963-64 | Philadelphia | 41  |    | 24.7 | .370 |     | .767 | 5.0 | 0.9 |     |     | 13.1 |
| Total   |              | 196 |    | 28.1 | .420 |     | .776 | 6.3 |     |     | 1.2 | 16.8 |

### Playoffs
| Año     | Equipo       | PJ | PT | MPP  | %TC  | %3P | %TL  | RPP  | APP | ROB | TPP | PPP  |
| ------- | ------------ | -- | -- | ---- | ---- | --- | ---- | ---- | --- | --- | --- | ---- |
| 1961–62 | Syracuse     | 5  |    | 34.8 | .355 |     | .774 | 11.0 | 1.4 |     |     | 18.8 |
| 1962-63 | Syracuse     | 5  |    | 34.6 | .479 |     | .800 | 4.6  | 1.2 |     |     | 27.2 |
| 1963-64 | Philadelphia | 3  |    | 13.3 | .364 |     | .500 | 1.3  | 0.7 |     |     | 5.7  |
| Total   |              | 13 |    | 29.8 | .416 |     | .778 | 6.3  | 1.2 |     |     | 19.0 |